# Parafia św. Faustyny Kowalskiej w Łasku
Parafia pw. Świętej Faustyny Kowalskiej w Łasku – parafia rzymskokatolicka znajdująca się w archidiecezji łódzkiej w dekanacie łaskim. Jest najmłodszą parafią w mieście. Obejmuje dzielnicę Batorego oraz Przylesia.